# Augustyn Thevarparampil
Augustyn Thevarparampil, zwany Kunjachanem (ur. 1 kwietnia 1891 w Ramapuram, zm. 16 października 1973 w Ramapuram) – indyjski ksiądz katolicki, błogosławiony Kościoła rzymskokatolickiego i syromalabarskiego.

## Życiorys
Urodził się jako najmłodszy z pięciorga rodzeństwa w indyjskim stanie Ramapuram w stanie Kerali. Po ukończeniu szkoły podstawowej wstąpił najpierw do niższego seminarium duchownego w Changacherry, potem do wyższego w Puthenpally. 17 grudnia 1921 roku otrzymał święcenia kapłańskie. Pracował jako wikariusz w Ramapuramie, a następnie w Kadanadzie. Z uwagi na kłopoty zdrowotne powrócił do rodzinnego miasta, gdzie podjął się pracy duszpasterskiej wśród nowo ochrzczonych dalitów zwanych „niedotykalnymi”. Ochrzcił ich ponad 5000 i wszystkich nazywał „swoimi dziećmi”. Każdego dnia odprawiał mszę oraz głosił Ewangelię. Pomagał ubogim i opiekował się chorymi przez blisko 40 lat. Jego podopieczni nazwali go Kunjachan (z uwagi na niski wzrost), co znaczy „mały ksiądz”.
Augustyn Thevarparampil zmarł mając 82 lata w opinii świętości.

## Beatyfikacja
Papież Jan Paweł II ogłosił go czcigodnym w 2004 roku.
Został beatyfikowany przez papieża Benedykta XVI 30 kwietnia 2006 roku.